# Thất Đổ

Vị trí tại Cơ Long

Thất Đổ (tiếng Trung: 七堵區; bính âm: Qīdǔ Qū là một khu (quận) của thành phố Cơ Long, tỉnh Đài Loan, Trung Hoa Dân Quốc (Đài Loan). Đây là một quận nội địa và có diện tích lớn nhất thành phố. Thất Đổ có diện tích 56,2664 km², dân số vào tháng 8 năm 2011 là 54.928 người thuộc 20.222 hộ gia đình, mật độ cư trú đạt 976,2 người/km².